# Feldapotheker (Likör)

„Feldapotheker“ Kräuterlikör von Spirituosen Glassmann (Unternehmen)

Der Feldapotheker (auch „Feldapotheker von 1870 - 71“) ist ein Edellikör, dessen Rezept ursprünglich aus Schlesien stammt. Nach dem Zweiten Weltkrieg siedelte die Familie Glaßmann als Eigentümer der Rezeptur nach Grevenbroich über, wo der Likör noch heute hergestellt und vertrieben wird.

## Entstehungsgeschichte
Das Rezept zum Feldapotheker stammt von Gustav Schauffert, der im Deutsch-Französischen Krieg 1870–1871 ein ganzes Fässchen ans Große Hauptquartier in Versailles geschickt haben soll. Die dortige Belagerungstruppe litt unter Magen-Darm-Beschwerden und Schauffert hoffte mit dem Likör die Beschwerden lindern zu können, was offenbar auch mit Erfolg gelang. Am 3. Februar 1871 erhielt Schauffert aus dem Großen Hauptquartier vom Hofmarschallamt des Kronprinzen und späteren Kaisers Friedrich III. ein Dankesschreiben, das sich noch heute im Familienbesitz befindet.

## Der Feldapotheker im Besitz der Familie Glaßmann
1920 kaufte Franz Glaßmann die Rezeptur für den Likör und vertrieb ihn von Neumittelwalde im Kreis Groß Wartenberg aus an seine Kunden. 1936 ließ er die Spirituose beim Reichspatentamt in München als Gesundheitslikör eintragen und damit als Patent sichern.
Nach der Vertreibung siedelte die Familie nach Nordrhein-Westfalen um und ließ sich in Grevenbroich nieder, wo man eine Spirituosen- und Likörfabrik errichtete und die Produktion von Neuem aufnahm. Der Likör wird heute von Nadine Peter in Grevenbroich hergestellt und vertrieben.